# Jana Stržinar
Jana Stržinar, slovenska mladinska pisateljica in lutkarka, * 14. september 1963, Hotavlje

## Življenje
Osnovno šolo je obiskovala v Gorenji vasi, gimnazijo pa v Škofji Loki. 
Že v mladih letih je izdelovala lutke. Njena prva lutkova predstava je nosila ime Mala čarovnica in je bila priredba pravljice z istim naslovom. 
Leta 1987 ji je Ministrstvo za kulturo potrdilo status samostojne kulturne delavke. Leta 2000 je ustanovila Zavod za izvedbo pravljičnih projektov z imenom Mavrično gledališče, v okviru katerega izdaja knjige in (po)ustvarja.

## Delo
Njena dela so kratke sodobne pravljice v katerih opisuje Vilinski svet. Glavne književne osebe so: čarovnice, palčki, škratje, povodni mož ... Najpogostejše književne osebe so: Bargufi, mračnjaki črnjaki (npr. Butko Tupko, kruti Krutko in naduti Nadutko), oživljena narava (drevesa), pravljična bitja (vile in vilenjaki), telebana Bumbo in Dumbo itn.
Kratke sodobne pravljice je objavila v slikaniški knjižni obliki: Kapljica, 1989, (fotografije: Hani Cankar Simončič); Povodnjak in Makov škrat, 1990, (fotografije: Hani Cankar Simončič); Zaljubljeni zmaj, 1990, (fotografije: Dušan Arzenšek); Morjanka, 1994, (fotografije: Dušan Arzenšek); Začarane rožice prijazne čarovnice, 1999; Zaljubljeni zmaj, 1999, (fotografije: Damijan Čeč); Vilinka, 2004, (fotografije: Dušan Moll); Pravljica o brezi, 2006, (fotografije: Zvonka Tončka Simčič);  obsežno sodobno pravljico Mavrični svet ljubezni, 1994, je ilustrirala Elga Tušar. 
V okviru Mavričnega gledališča prireja predstave za otroke (uprizarja svoja dela) in z njimi nastopa po Sloveniji in zamejstvu. 

### Videokasete
- Povodnjak in Makov škrat, 1992 (COBISS)
- Zaljubljeni zmaj, 1992 (COBISS)
- Morjanka, 1992 (COBISS)

### Pravljice predvajane na TV Slovenija
- Povodnjak in Makov škrat, 1992
- Zaljubljeni zmaj,1992
- Začarane rožice, prijazne čarovnice, 1998
- Vilinka, 2001
- Kapljica v pomladi, 2003
- Zimska zgodba, 2003
- Pravljica o brezi, 2005
- Mavrični škrat, 2007
- Prijazna čarovnica Modra, 2007
- Bargufi, 2007
- Gospa Zima, 2007
- Vilinček, 2007

### Elektronski, slikovni in zvočni knjigi
- Povodni mož Voltek, 2009 (COBISS)
- Pravljica o Brezi, 2010 (COBISS)
- Vilinka 2016
- The merman and Poppy sprite 2016
- Enamoured dragon 2016